# Gonzo (fotografia)
Gonzo è uno stile di ripresa fotografica, cinematografica o qualunque altra produzione multimediale nella quale l'autore della ripresa, il regista o il creatore è coinvolto nell'azione piuttosto che esserne un osservatore passivo. È evidente il suo debito nei confronti del concetto di "Gonzo", ideato dallo scrittore e giornalista statunitense Hunter Stockton Thompson, nel quale l'autore dell'articolo diventa il protagonista dell'articolo stesso.